# Discografia di Alanis Morissette
Questa pagina contiene la discografia della cantautrice canadese naturalizzata statunitense Alanis Morissette.

## Album in studio
- 1991 – Alanis
- 1992 – Now Is the Time
- 1995 – Jagged Little Pill
- 1998 – Supposed Former Infatuation Junkie
- 2002 – Under Rug Swept
- 2004 – So-Called Chaos
- 2008 – Flavors of Entanglement
- 2012 – Havoc and Bright Lights
- 2020 – Such Pretty Forks in the Road
- 2022 - The Storm Before the Calm

## Extended play
- 1995 – Space Cakes

## Raccolte
- 1997 – The Singles Box
- 1999 – The Very Best
- 2002 – Feast on Scraps
- 2004 – iTunes Originals
- 2005 – Jagged Little Pill Acoustic
- 2005 – Alanis Morissette: The Collection
- 2012 – Alanis Morrissette: Original Album Series

## Album dal vivo
- 1999 – MTV Unplugged
- 2002 – Live in Salt Lake City
- 2013 – Live at Montreux 2012

## Colonne sonore
- 1998 – City of Angels OST

## Singoli
- 1991 – Too Hot
- 1991 – Walk Away
- 1991 – Feel Your Love
- 1992 – Plastic
- 1992 – An Emotion Away
- 1993 – No Apologies
- 1993 – Real World
- 1993 – (Change Is) Never a Waste of Time
- 1995 – You Oughta Know
- 1995 – Hand in My Pocket
- 1996 – Ironic
- 1996 – You Learn
- 1996 – Head Over Feet
- 1997 – Uninvited
- 1997 – All I Really Want
- 1998 – Thank U
- 1998 – Joining You
- 1999 – Unsent
- 1999 – So Pure
- 2000 – That I Would Be Good
- 2000 – King of Pain
- 2002 – Hands Clean
- 2002 – Precious Illusions
- 2004 – Everything
- 2004 – Out Is Through
- 2004 – Eight Easy Steps
- 2005 – Crazy
- 2008 – Underneath
- 2008 – In Praise of the Vulnerable Man
- 2008 – Not as We
- 2012 – Guardian
- 2012 – Lens
- 2012 – Receive
- 2019 – Reasons I Drink
- 2020 – Smiling
- 2020 – Diagnosis
- 2020 – Reckoning

## Partecipazioni e collaborazioni
Lista parziale.
- 1998 – collabora con Dave Matthews Band nell'album Before These Crowded Streets per Spoon, Don't Drink the Water e Halloween
- 1998 – collabora con Ringo Starr nell'album Vertical Man per Mindfield, Drift Away e I Was Walkin'
- 1999 – collabora con Jonathan Elias nell'album The Prayer Cycle per Mercy, Hope, Innocence e Faith
- 1999 – Still nella colonna sonora di Dogma
- 1999 – Are You Still Mad nell'album Live in the X Lounge di AA.VV.
- 1999 – So Pure nell'album Woodstock 1999 di AA.VV.
- 2001 – collabora con Tricky nell'album Blowback per Excess
- 2004 – Let's Do It (Let's Fall in Love) nella colonna sonora di De-Lovely - Così facile da amare
- 2009 – collabora con gli 1 Giant Leap nell'album What About Me? per Arrival
- 2010 – I Remain nella colonna sonora di Prince of Persia - Le sabbie del tempo
- 2011 – Professional Torturer nella colonna sonora di Radio Free Albemuth
- 2013 – collabora con Souleye nell'album Iron Horse Running per Ego, Jekyll and Hyde, Tools of Divine e Whatever Nice Is
- 2020 – collabora con Halsey nell'album Manic per Alanis' Interlude

## Album video
- 1997 – Jagged Little Pill, Live
- 1999 – Live in the Navajo Nation
- 1999 – The Paris Concert for Amnesty International
- 2002 – Feast on Scraps
- 2002 – Come Together - A Night for John Lennon's Words and Music
- 2005 – VH1 Storytellers
- 2012- "Live At Montreux"

## Video musicali
| Titolo               | Anno | Regista/i                          |
| -------------------- | ---- | ---------------------------------- |
| "Too Hot"            | 1991 | Leslie Howe                        |
| "Walk Away"          | 1991 | Dennis Beauchamp                   |
| "Feel Your Love"     | 1991 | Dennis Beauchamp                   |
| "Plastic"            | 1992 | -                                  |
| "An Emotion Away"    | 1992 | -                                  |
| "No Apologies"       | 1993 | -                                  |
| "Real World"         | 1993 | -                                  |
| "You Oughta Know"    | 1995 | Nick Egan                          |
| "Hand in My Pocket"  | 1995 | Mark Kohr                          |
| "Ironic"             | 1996 | Stéphane Sednaoui                  |
| "You Learn"          | 1996 | Liz Friedlander                    |
| "Head over Feet"     | 1996 | Alanis Morissette, Michele Laurita |
| "Thank U"            | 1998 | Stéphane Sednaoui                  |
| "Unsent"             | 1999 | Alanis Morissette                  |
| "So Pure"            | 1999 | Alanis Morissette                  |
| "Hands Clean"        | 2002 | Francis Lawrence                   |
| "Precious Illusions" | 2002 | Francis Lawrence                   |
| "Everything"         | 2004 | Meiert Avis, Marc Dones            |
| "Out Is Through"     | 2004 | Seth Jarrett                       |
| "Eight Easy Steps"   | 2004 | Liz Friedlander                    |
| "Crazy"              | 2005 | Meiert Avis                        |
| "Underneath"         | 2008 | Sanji                              |
| "Not as We"          | 2008 | James Whitaker                     |
| "Guardian"           | 2012 | Baris Aladag                       |
| "Receive"            | 2012 | Baris Aladag                       |
| "Lens"               | 2013 | Victor Indrizzo                    |
| "Empathy"            | 2013 | Victor Indrizzo                    |
| "Today"              | 2014 | -                                  |
| "Big Sur"            | 2014 | Eric Ernest Johnson                |